# ۲٬۳-دی‌کلروفنیل‌پیپرازین
۲،۳-دی‌کلروفنیل‌پیپرازین (به انگلیسی: 2,3-Dichlorophenylpiperazine) با فرمول شیمیایی C۱۰H۱۲Cl۲N۲ یک ترکیب شیمیایی با شناسه پاب‌کم ۸۵۱۸۳۳ است. که جرم مولی آن ۲۳۱٫۱۲ g/mol می‌باشد. شکل ظاهری این ترکیب، روغن قهوه‌ای است.